# Piękne Święto Doliny

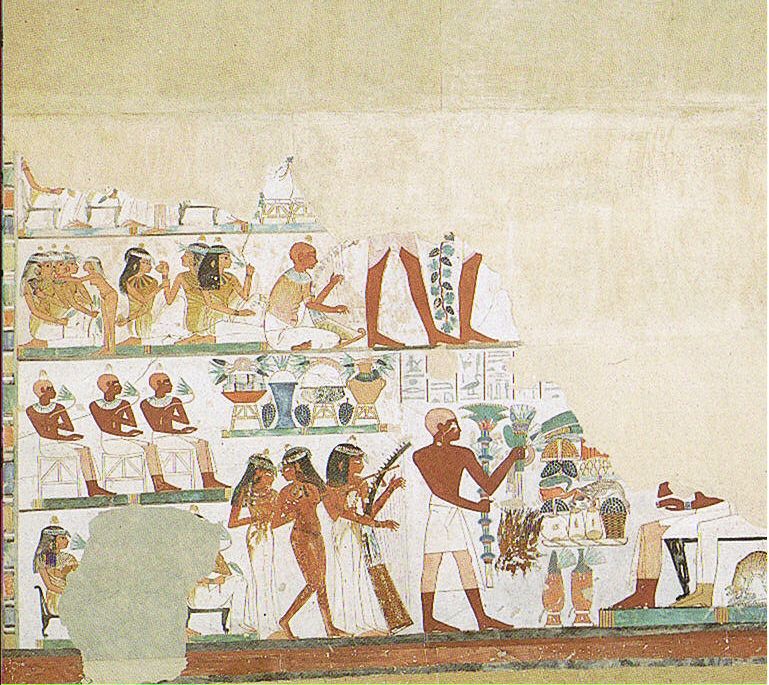

Piękne Święto Doliny – w starożytnym Egipcie święto obchodzone co roku przez dwa dni na zachodnim brzegu Teb podczas nowiu w Paini.
Pierwszego dnia posąg Amona przeprowadzano barką na zachodni brzeg Nilu i dalej kanałem na tereny pustynne. Następnie skręcał do przystani (w pobliżu dolnej świątyni Amona-Mina) skąd wyruszał do świątyni Hatszepsut w Ad-Dajr al-Bahri. Potem posąg pozostawał na noc w świątyni grobowej obecnego faraona, gdzie zapalano cztery pochodnie. Rankiem następnego dnia gaszono je w mleku.
Piękne Święto Dolin nie było tylko świętem dla faraona. Obchodzili je także zwykli ludzie. Było to radosne święto – ludzie udawali się do grobów swych bliskich i w pobliżu tańczyli i ucztowali.